# So sánh các dịch vụ lưu trữ tập tin
Các dịch vụ lưu trữ tập tin (file hosting services) là một loại đặc biệt của lưu trữ tập tin trực tuyến. 

## Tính năng

### Khác biệt với dịch vụ chia sẻ tập tin
Tuy nhiên, các sản phẩm, các dịch vụ lưu trữ khác nhau được thiết kế để lưu trữ tập tin trực tuyến có thể không có các tính năng hoặc đặc điểm mà những dịch vụ chia sẻ tập tin khác có.

## Bảng so sánh các dịch vụ lưu trữ tập tin
| Không giới hạn Giới hạn trên vài loại tài khoản Giới hạn mọi tài khoản Tổng giới hạn mọi tài khoản |

| Web lưu trữ        | Dung lượng lưu trữ | Dung lượng tập tin lớn nhất                                                    | Direct access                | Giới hạn băng thông                                               | Giới hạn thời gian lưu trữ                                                             | Tải lên từ xa?    | Develomỗi API?                                            | Khả năng tải lên qua FTP?              | Phiên bản tập tin hồi phục               | Follows symlinks | Client-side encryption | miễn phí GB (number chỉ)                 | Misc. notes | Tổng kiểm | Bắt đăng ký? |
| ------------------ | --- | ------------------------------------------------------------------------------ | ---------------------------- | ----------------------------------------------------------------- | -------------------------------------------------------------------------------------- | ----------------- | --------------------------------------------------------- | -------------------------------------- | ---------------------------------------- | ---------------- | ---------------------- | ---------------------------------------- | --- | --------- | ------------ |
| Amazon Cloud Drive | Miễn phí: 5 GB. Trả tiền: không giới hạn. | 2 GB upload via Web, 10 GB download                                            | Yes                          | Amazon S3 limits                                                  | Không                                                                                  | Không             | Có                                                        | ?                                      | Không                                    | ?                | ?                      | Bản mẫu:Miễn phí                         | — |           |              |
| Amazon S3          | 5 GB 12-tháng miễn phí trial with credit-card, được trả bandwidth, Không giới hạn được trả | 5 GB mỗi tập tin, unlimited tập tin mỗi bucket                                 | Có                           | Amazon S3 limits                                                  | Không, trả cho sự lưu trữ mỗi tháng                                                    | Không             | REST, SOAP                                                | ?                                      | ?                                        | ?                | ?                      | Bản mẫu:Nonmiễn phí                      | — |           |              |
| ASUS Websự lưu trữ | 5 GB miễn phí, Lên tới 5 TB được trả | 500 MB miễn phí, 1–2 GB được trả                                               | Không                        | 500 MB mỗi 30 phút miễn phí, 1 to 8 TB mỗi tháng được trả         | ?                                                                                      | Không             | Không                                                     | ?                                      | ?                                        | ?                | ?                      | Bản mẫu:Miễn phí                         | — |           |              |
| Baidu Cloud        | 2 TB (6 GB) miễn phí | 20 GB Windows được trả, 4 GB Mac & miễn phí                                    | Có                           | Không                                                             | Không                                                                                  | Có                | Có                                                        | Không                                  | Không                                    | Không            | ?                      | Bản mẫu:Miễn phí                         | Currently in Chinese chỉ |           |              |
| Bitcasa            | 5-20 GB miễn phí, 1TB and 10TB được trả Plans | Không thông qua desktop client.                                                | Có                           | Không                                                             | Không                                                                                  | Có                | Có                                                        | Không                                  | Có                                       | Không            | ?                      | Bản mẫu:Miễn phí                         | - |           |              |
| Box                | miễn phí trial, 100 GB được trả (Starter), Không giới hạn Business, Không giới hạn Enterprise | 250 MB miễn phí cá nhân, 1 GB được trả cá nhân, 2 GB Business, 5 GB Enterprise | được trả tài khoản types chỉ | 10 GB/tháng miễn phí, 2 TB/tháng được trả                         | Không                                                                                  | Không             | Có                                                        | Business and Enterprise khách hàng chỉ | Tùy thuộc (premium)                      | ?                | ?                      | Bản mẫu:Miễn phí                         | Does not sync Mac tập tin such as iWork: Keynote etc. 50 GB miễn phí with Sony Xmỗiia hoặc HP Spectre 13 |           |              |
| CloudMe            | 3 GB miễn phí, +500 MB cho việc giới thiệu lên tới 16 GB, 500 GB được trả | 150 MB miễn phí, Không giới hạn premium                                        | No                           | Không                                                             | Không                                                                                  | Không             | REST, SOAP, WebDAV                                        | ?                                      | Trung lập (60 ngày)                      | ?                | ?                      | Bản mẫu:Miễn phí                         | Primarily focused on media tập tin, synchronization and backLên with web sharing. |           |              |
| Copy               | 15 GB miễn phí, +5 GB miễn phí cho việc giới thiệu lên tới 40 GB | 4 GB                                                                           | Có                           | 40 GB/ngày miễn phí,                                              | No hết hạn cho được trả tài khoản, 90 ngày của không hoạt động cho miễn phí người dùng | Không             | ?                                                         | ?                                      | Có                                       | Có               | Có                     | Bản mẫu:Miễn phí                         | Copy uses "Fair sự lưu trữ cho All" |           |              |
| Dropbox            | 2 GB miễn phí, +500 MB cho việc giới thiệu lên tới 18 GB, 1TB Pro tài khoản, Lên tới Không giới hạn on Business | 10 GB, Không giới hạn using client application                                 | Có                           | 20 GB/ngày miễn phí (links chỉ), 200 GB/ngày được trả (links chỉ) | Không                                                                                  | Không             | Có                                                        | Không                                  | 30 ngày miễn phí Không giới hạn được trả | Có               | Không                  | Bản mẫu:Miễn phí                         | Synchronization, backLên and websharing. 25 GB miễn phí with HTC Sense 4 & 5, 50 GB miễn phí with Samsung device |           |              |
| tập tinDropmỗi     | 5 GB tới 250 GB được trả | 5 GB                                                                           | ?                            | ?                                                                 | 30 ngày sau lần download cuối miễn phí, Never được trả                                 | ?                 | ?                                                         | ?                                      | ?                                        | ?                | ?                      | Bản mẫu:Nonmiễn phí                      | — |           |              |
| tập tinerve        | 500 GB miễn phí, Không giới hạn được trả | 1 GB miễn phí, 2 GB được trả                                                   | Không                        | Không                                                             | 60 ngày sau lần download cuối miễn phí, Never được trả                                 | Không             | ?                                                         | Có (except cho non-tài khoản)          | Có                                       | ?                | ?                      | Bản mẫu:Miễn phí                         | — |           |              |
| Google Drive       | 15 GB miễn phí, 100 GB tới 30 TB được trả | 5 TB                                                                           | Có                           | Không                                                             | Không                                                                                  | Không             | OAuth2                                                    | Không                                  | Có                                       | Không            | Không                  | Bản mẫu:Miễn phí                         | Additional space cho limited time mỗiiod with some devices and services. |           |              |
| Handy Backup       | 250 GB miễn phí tier is just a limited-time trial | 5 GB                                                                           | Có                           | Không                                                             | cho trả phí người dùng there is usually không tập tin hết hạn.                         | Không             | Không                                                     | Có                                     | Có                                       | ?                | ?                      | Bản mẫu:Nonmiễn phí                      | Optimized cho automatic backup-to-cloud usage. |           |              |
| IBM Connections    | 5 GB, additional space được trả | 2 GB                                                                           | Có                           | Không                                                             | Không                                                                                  | Không             | CMIS, REST, Atom (standard) và OAuth2                     | Không                                  | Có                                       | ?                | ?                      | Bản mẫu:Miễn phí                         | Subscription costs US$6/năm |           |              |
| Apple iCloud       | 5 GB miễn phí, 20 GB tới 1 TB được trả | 1 GB                                                                           | Có                           | 200/400/600 GB mỗi tháng                                          | Không                                                                                  | Không             | WebDAV                                                    | ?                                      | ?                                        | ?                | ?                      | Bản mẫu:Miễn phí                         | 25 GB cho previous MobileMe tài khoản subscriptions |           |              |
| Infinit            | 1 GB miễn phí, Unknown được trả | 5 TB                                                                           | Có                           | Amazon S3 limits                                                  | Không                                                                                  | Không             | Không                                                     | Không                                  | Không                                    | Có               | Có                     | Bản mẫu:Miễn phí                         | Không giới hạn and encrypted peer tới peer tập tin sharing application with pause and resume. |           |              |
| MagicVortex        | 30 MB miễn phí, 2 tới 50 GB được trả | 2 GB được trả                                                                  | Có                           | Không                                                             | 7 hoặc 14 ngày based on subscription                                                   | Không             | ?                                                         | ?                                      | ?                                        | ?                | ?                      | Bản mẫu:Miễn phí                         | Not a tập tin hosting site - Peer-to-peer tập tin transfer service with pause and resume, supports live data streaphútg. |           |              |
| MediaFire          | 10 GB, +50 GB cho việc giới thiệu lên tới 1 TB Pro tài khoản, 100 TB Business tài khoản | 10 GB miễn phí, 20 GB được trả                                                 | Có                           | Không                                                             | 1 năm tài khoản không hoạt động                                                        | Có                | Có                                                        | Không                                  | Có                                       | ?                | Có                     | Bản mẫu:Miễn phí                         | Resuphútg của interrupted downloads possible. |           |              |
| Mega               | 50 GB miễn phí, Lên tới 4 TB được trả | Có sẵn cloud drive space                                                       | No                           | 10 GB miễn phí, Lên tới 96 TB mỗi tháng được trả.                 | 2 năm tài khoản không hoạt động                                                        | Không             | Có                                                        | Không                                  | Không                                    | Có               | Có                     | Bản mẫu:Miễn phí                         | Apps cho Windows, OS X, Linux, iOS, Android, Windows Phone, Blackberry, Chrome, Firefox, Safari Supports HTML5 browsers. |           |              |
| OneDrive           | 15 GB miễn phí, +15 GB miễn phí cho photo sync mobile app, +500 MB miễn phí cho việc giới thiệu lên tới 5 GB, 200 GB được trả Không giới hạn* with được trả Office 365 tài khoản. Limited tới maximum của 20,000 tập tin. | 10 GB                                                                          | Không                        | Không                                                             | 5 năm của tài khoản không hoạt động                                                    | Không             | Có                                                        | ?                                      | Có (Office tập tin chỉ)                  | Không            | ?                      | Bản mẫu:Miễn phí                         | Fetch tập tin allows remote access của tập tin on Windows with OneDrive installed 25 GB miễn phí cho grandfathered tài khoản bechoe April 2012) * Currently requires user tới request "unlimited" sự lưu trữ (10TB, able tới be increased upon request), otherwise 1TB cho Office 365 subscribers. |           |              |
| Pogoplug           | Không giới hạn | Không                                                                          | Có                           | Bandwidth throttled after 1 TB uploaded                           | Không                                                                                  | Không             | Không                                                     | Không                                  | ?                                        | ?                | ?                      | Bản mẫu:Nonmiễn phí                      | |           |              |
| SpiderOak          | 2 GB miễn phí, 100 GB được trả increments | ?                                                                              | Có                           | Không                                                             | Không                                                                                  | Không             | Có                                                        | Không                                  | Có                                       | Không            | Có                     | Bản mẫu:Miễn phí                         | tập tin synchronization and backLên service. |           |              |
| SugarSync          | 60 GB cá nhân được trả, Không giới hạn GB professional được trả | Không                                                                          | Có                           | 10 GB/tập tin/ngày miễn phí, 250 GB tập tin/ngày được trả         | No hết hạn cho được trả tài khoản, 90 ngày của không hoạt động cho miễn phí người dùng | Không             | REST                                                      | ?                                      | Có                                       | ?                | Có                     | Bản mẫu:Nonmiễn phí                      | If you hit the limit your links will be disabled cho 24 hours. The bandwidth limits chỉ apply tới public links. |           |              |
| Synaptop           | 5 GB miễn phí, Không giới hạn được trả | 5 GB                                                                           | Có                           | Không                                                             | Không                                                                                  | Có                | Có                                                        | Yes cho enterprise                     | Không                                    | Không            | Có                     | Bản mẫu:Miễn phí                         | Access your tập tin from anywhere on any internet enabled device dùng Synaptop |           |              |
| Tencent Weiyun     | 10 TB (10240 GB miễn phí) | 4 GB regular upload, 32 GB Power Upload plug-in                                | Có                           | Không                                                             | Không                                                                                  | Không             | Không                                                     | Không                                  | Không                                    | ?                | Không                  | Bản mẫu:Miễn phí                         | In English and Chinese |           |              |
| Titantập tin       | không miễn phí space, unlimited được trả | 100 MB miễn phí, 1 GB được trả, 4 GB professional                              | Có                           | Không                                                             | Không, unless set by user                                                              | No                | Có                                                        | Có cho enterprise clients chỉ          | Có                                       | ?                | ?                      | Bản mẫu:Nonmiễn phí                      | HIPAA-compliant, groLên messaging, audit logs, granular security control, embedable on website. |           |              |
| Tresorit           | không miễn phí space, 100-1000 GB được trả plans | 2 GB                                                                           | Có                           | Không                                                             | Không                                                                                  | Không             | Không                                                     | Không                                  | Có                                       | Không            | Có                     | Bản mẫu:Nonmiễn phí                      | tập tin stored in Tresorit are encrypted dùng the most advanced encryption methods. không one, not even Tresorit adphútistrators hold the người dùng' decryption keys. |           |              |
| Wuala              | 10 GB được trả | 40 GB                                                                          | Có                           | Không                                                             | Không                                                                                  | Không             | REST, read-only, không POST verb actions (Wuala REST API) | Không                                  | Có                                       | ?                | Có                     | Bản mẫu:Nonmiễn phí                      | Uses Social Networking, and has tập tin sharing features similar tới Bittorrent. |           |              |
| Yandex Disk        | lên tới 20 GB miễn phí (10 GB when đăng ký), unlimited được trả | 2 GB upload via Web hoặc WebDAV, 10 GB upload via application                  | Có                           | Không                                                             | Không                                                                                  | Không             | CóREST, WebDAV, SDK                                       | Không                                  | Không                                    | ?                | Không                  | Bản mẫu:Miễn phí                         | English, Russian, Ukrainian and Turkish interfaces. Service is tightly integrated with other Yandex services. Native apps cho Windows, Mac OS X, Linux, iOS, Android. Client-side encryption is Có sẵn with 3rd party open source clients.                                                         |           |              |
| Fshare             | lên tới 50gb miễn phí, 300gb đối với tài khoản VIP, không giới hạn đối với tài khoản Storage | Không giới hạn                                                                 | Có                           | Có                                                                | Không                                                                                  | Không             | Có                                                        | Không                                  | Không                                    | Không            | Không                  | Miễn phí 50GB đối với tài khoản miễn phí | |           |              |
| Web host           | sự lưu trữ size | Max. tập tin size                                                              | Direct access                | Traffic hoặc bandwidth limit                                      | tập tin hết hạn                                                                        | Remote uploading? | Develomỗi API?                                            | FTP upload possible?                   | tập tin versioning                       | Follows symlinks | Client-side encryption | miễn phí GB (number chỉ)                 | Misc. notes |           |              |